# Riposte féministe
Pour les articles homonymes, voir Riposte.
Pour plus de détails, voir Fiche technique et Distribution.
Riposte féministe est un documentaire français réalisé par Marie Perennès et Simon Depardon.
Traitant des collages féministes, il est présenté au Festival de Cannes 2022 puis sort en salles en novembre de la même année.

## Synopsis
Élise à Brest, Alexia à Saint-Étienne, Cécile à Compiègne ou encore Jill à Marseille : elles sont des milliers de jeunes femmes à dénoncer les violences sexistes, le harcèlement de rue et les remarques machistes qu’elles subissent au quotidien.

## Fiche technique
Sauf indication contraire, les informations mentionnées dans cette section peuvent être confirmées par les bases de données cinématographiques IMDb et Allociné,  présentes dans la section « Liens externes ».
- Titre original : Riposte féministe
- Réalisation : Marie Perennès et Simon Depardon
- Musique : Uèle Lamore
- Photographie : Simon Depardon
- Son : Flavia Cordey et Sébastien Noiré
- Montage : Nassim Gordji Tehrani et Sébastien Noiré
- Production : Claudine Nougaret
- Société de production : Palmeraie et Désert[2], France 2 cinéma (coproduction)
- Société de distribution : Wild Bunch Distribution (France), Wild Bunch International (international)
- Pays de production :  France
- Langue originale : français
- Format : couleur
- Genre : documentaire
- Dates de sortie :
  - France : 22 mai 2022 (Festival de Cannes) ; 9 novembre 2022 (sortie nationale)

## Distribution
Sauf indication contraire, les informations mentionnées dans cette section peuvent être confirmées par la base de données cinématographiques IMDb,  présente dans la section « Liens externes ».
- Marina Foïs : narration (voix)
- Laurence Rossignol : elle-même

## Production

### Lieux de tournage
- Une partie du documentaire a été tournée à Lyon, dans les pentes de la Croix-Rousse[3].

## Accueil

### Sortie
Le film est présenté le 22 mai 2022, au Festival de Cannes en sélection officielle dans le cadre des Séances spéciales. À cette occasion, l'équipe du film était accompagnée de plusieurs membres de collectifs de collage qui ont déroulé une banderole sur le tapis rouge affichant la liste des 129 victimes de féminicides depuis le dernier festival de Cannes.
La sortie du film est accompagnée  de la publication du livre Riposte féministe aux éditions Seuil, le 7 octobre 2022.

### Accueil critique
En France, le site Allociné donne une moyenne de 3,4⁄5, après avoir recensé 19 titres de presses.Telerama Libération, Dernières nouvelles d'Alsaces

### Box-office
| Pays ou région | Box-office     | Date d'arrêt du box-office | Nombre de semaines |
| -------------- | -------------- | -------------------------- | ------------------ |
| France         | 30 242 entrées | 14 décembre 2022           | 5                  |

Pour son premier jour d'exploitation en France, Riposte féministe réalise 8 341 entrées dont 7 134 en avant-première. Le documentaire se place en quatrième position du box-office des nouveautés derrière Armageddon Time (16 980) et devant Pétaouchnok (7 027).

### Controverse
Le 8 novembre 2022, veille de la sortie du film en salle en France, le collectif « Lesbiennes contre le patriarcat » publie un communiqué virulent qui appelle au boycott du film.
Lesbiennes contre le patriarcat qualifie le film de « récupération de leurs luttes ». À la suite de cet appel à boycott, le film est déprogrammé des salles belges, où il devait sortir le mercredi 16 novembre, une opération de censure d'après le magazine Franc-Tirreur.

## Autour du film
Ce film est la première co-réalisation de leurs auteurs. Marie Perennès est commissaire d'exposition à la Fondation Cartier, spécialiste de la photographie, tandis que Simon Depardon est réalisateur et producteur d'un premier film, Retiens Johnny en 2019.
Tous deux ont conçu un livre adapté du film et paru aux Editions du Seuil, agrémenté d'une préface d’Elvire Duvelle-Charles et d'une postface de Claudine Nougaret.